# Cabañas (Copán)
Cabañas è un comune dell'Honduras facente parte del dipartimento di Copán.
Il comune venne istituito il 2 agosto 1901 con parte del territorio del comune di Santa Rita.